# Birchip
Birchip is een plaats in de Australische deelstaat Victoria en telt 822 inwoners (2006).